# Rebaski
Rebaski is een plaats in de Estlandse gemeente Muhu, provincie Saaremaa. De plaats heeft de status van dorp (Estisch: küla).

## Bevolking
Het dorp had 9 inwoners op 31 december 2011 en 3 inwoners op 31 december 2021.

## Ligging
Ten zuiden van de plaats ligt het natuurgebied Ranna-Põitse hoiuala (2,3 km²).

## Geschiedenis
Rebaski werd pas rond 1900 voor het eerst genoemd als Ребаски, de Russische versie van de naam, een dorp op het landgoed van Tamse. Tussen 1977 en 1997 hoorde Rebaski bij Tamse.